# 懺悔者愛德華
忏悔者愛德華（英語：Edward the Confessor；1003年—1066年1月5日），决策无方者埃塞尔雷德與諾曼第的愛瑪之子。是英國的盎格魯-撒克遜王朝君主（1042年6月8日至1066年1月5日在位）。
愛德華的君位繼承自克努特大帝的兒子，同時也是他同母異父的弟弟——哈德克努特。他結束了自從1016年克努特征服英格蘭後實行的丹麥法統治，恢復了威塞克斯家族的統治。當愛德華于1066年去世後，他的王位由哈罗德·戈德温森繼承，後者在同年發生的黑斯廷斯之戰中被征服者威廉的軍隊擊敗並被殺死。威塞克斯家族的成員，显贵者埃德加，在戰後被立為國王，但他從未能真正加冕。
史學家對愛德華長達24年的統治評價較差。從他的稱號可以看出他是一個超凡脫俗而虔誠的人，“忏悔者”意味著他是一位沒有受難的聖人。愛德華沒有留下繼承人，內戰在他死後隨即爆發。有些觀點認為正是他的統治導致了英格蘭王權的衰弱，促進了戈德溫家族的崛起。傳記作家弗蘭克·巴羅和彼得·雷克斯認為愛德華是一位精力充沛、頗有城府且有時冷酷無情的君主，而諾曼征服後的君主為了提高自己的正統性，有意玷污愛德華的形象。而理查德莫蒂則認為當1052年戈德溫家族流亡者回歸後，愛德華便已無法掌控權力，有關他政治活動的記載減少，說明他已經被逐漸架空。
因為對基督教信仰有無比的虔誠，愛德華被稱作「忏悔者」，或稱「聖愛德華」。1161年封聖。

## 早年流亡
愛德華是決策無方者埃塞爾雷德的第七子，也是後者第二任妻子，諾曼第的愛瑪的第一個兒子。他有一個同父同母的弟弟阿爾弗雷德和一個妹妹戈吉夫。
愛德華幼年時期，英格蘭就頻繁遭到維京人八字胡斯文和其子克努特的侵襲。隨著斯文在1013年奪取了英格蘭的王位，艾瑪、埃塞烈德和他們的兩個兒子先後逃亡諾曼底。1014年2月，斯文去世。英國的貴族們邀請埃塞烈德回國，前提是他要比以前“更公正地”統治。埃塞烈德同意了他們的要求並與愛德華一同返回英格蘭。埃塞烈德于1016年4月去世，王位由愛德華同父異母的兄長埃德蒙繼承。同年11月，埃德蒙去世，王位由斯文的兒子，克努特繼承，因此愛德華再一次流亡諾曼底。1017年，克努特與愛德華的母親艾瑪結婚。同年，克努特處死了愛德華最後一個仍在世的同父異母哥哥埃德維格，至此，愛德華成為繼承順位中排名最先的盎格魯撒克遜人。
愛德華在諾曼底過了近25年的流亡生活，據諾曼人的編年史記載，諾曼底公爵羅貝爾一世曾於1034年嘗試入侵英格蘭以奪回愛德華的王位，但這次入侵因天氣原因以失败告终。愛德華還獲得了一些諾曼底地區主教的支持，據說他正是在這一時期發展出對宗教的虔誠，但現代史學家認為這可能是後來為了給他封聖造勢的產物。在此期間，他繼承英格蘭王位的希望幾近渺茫，他的母親更希望讓她與克努特生的兒子，哈德克努特繼承王位。
1035年，克努特去世，其子哈德克努特繼位為丹麥國王。哈德克努特忙於穩固他在丹麥的統治，無暇顧及英格蘭王位。於是他決定派他的同父異母兄長，飞毛腿哈罗德去英格蘭攝政，其母艾瑪則代表他控制威塞克斯。1036年，愛德華與其弟阿爾弗雷德分別回到英格蘭。艾瑪宣稱，哈羅德偽造了一封她的信誘騙愛德華兄弟回國看望她，現代史學家則認為，艾瑪有可能主動邀請兩兄弟回國，借兩人的身份削弱哈羅德日趨增長的影響力。威塞克斯伯爵戈德溫設計將阿爾弗雷德捉住並轉交給哈羅德，他用酷刑挖去了阿爾弗雷德的雙眼，阿爾弗雷德很快便因傷重不治而死。愛德華則在一場小規模衝突中取勝，隨後他再度逃往諾曼底。阿爾弗雷德的死使愛德華對戈德溫產生了極大的恨意，這件事可能是1051年秋愛德華驅逐後者的原因之一。
1037年，哈羅德被接納為國王，次年他驅逐了艾瑪，後者去了布魯日。艾瑪找到了愛德華並希望他幫助哈德克努特，但愛德華拒絕了，因為他並沒有發動入侵的能力，且他放棄了對王位的宣稱權。平定了丹麥的哈德克努特一度計劃入侵英格蘭，但哈羅德在1040年突然死去，使他兵不血刃的奪下了英格蘭的王位。
1041年，可能自感命不久矣的哈德克努特邀請愛德華返回英格蘭，前者於次年離世。

## 統治早期
1042年6月8日，哈德克努特去世，愛德華在英格蘭權勢最大的伯爵，戈德溫的支持下登上王位。據盎格魯-撒克遜編年史記載，“哈德克努特還未下葬，所有人便已支持愛德華登上倫敦的王位”。1043年4月3日，愛德華在西敏寺正式加冕。
愛德華對他的母親艾瑪早有怨言，他認為艾瑪在他即位前沒有給他足夠的幫助，且之後也不會。1043年11月，他帶領英格蘭權勢最盛的三個伯爵：麥西亞伯爵萊奧弗里克、威塞克斯伯爵戈德溫和諾森布裡亞伯爵西華德前往溫徹斯特，查抄了艾瑪的財產，理由可能是艾瑪持有了本應屬於國王的財產。但是艾瑪很快便重得青睞，直到她於1052年去世。
繼位初期，愛德華對王國的控制很弱。他必須獲得三位伯爵的支持，然而經過數十年的丹麥法統治，對古老的威塞克斯家族的忠誠已被嚴重侵蝕。只有萊奧弗里克的家族過去向埃塞烈德效忠，西華德可能就是丹麥人。戈德溫雖然是英格蘭人，但他是由克努特一手提拔的，還娶了克努特的妹妹。儘管如此，愛德華在他統治的早年還是一直強硬地維護傳統的君權。
1043年，戈德溫的長子斯文獲封伯爵，掌握了英格蘭西南部的大片領土，1045年1月23日愛德華迎娶了戈德溫的女兒伊迪絲。隨後，戈德温的次子哈羅德和侄子貝奧恩·艾斯特里森也被授予了英國南部的大片土地。戈德溫及其家族幾乎控制了整個英格蘭南部。1047年，斯文因為綁架了萊米斯特修道院的院長而被驅逐。1049年，斯文回國並嘗試拿回領地，但遭到了哈羅德和貝奧恩的反對，這可能是因為趁斯文被驅逐期間，他們已經瓜分了斯文的領地。斯文謀殺了貝奧恩並再度流亡，貝奧恩的伯爵領由愛德華的外甥拉爾夫繼承，但次年又被斯文的父親戈德溫奪回，戈德溫恢復了斯文的伯爵地位。
從總量上來看，愛德華所擁有的地產超過了英格蘭的每一個伯爵，但它們大多散落在英格蘭南部的諸伯爵領中。愛德華並沒有強大的個人權力基礎，他好像也並沒有嘗試去鞏固自己的權力。在1050至1051年間，愛德華解散了他那隻由14艘外國船隻構成的常備海軍，還廢除了供養這支艦隊的稅。但是，在宗教和外交事務上，愛德華一直保持自己一貫的原則。挪威國王馬格努斯一世一直渴望得到英格蘭王位，為了防備入侵，1045至1046年間，愛德華一直在三明治指揮艦隊。貝奧恩的兄長，丹麥國王斯文二世“像兒子一樣侍奉愛德華”，想要換取愛德華的支持，因為此時的斯文正在與馬格努斯爭奪丹麥的控制權。1047年，愛德華拒絕了戈德溫提出的向斯文派出援軍的請求。馬格努斯於同年10月去世，英格蘭免於一場入侵，而斯文順利奪取了丹麥的王位。

## 1051-52年危機
對於教會人員的任命，愛德華和他的顧問會有意避開那些與當地勢力有聯繫的候選人。1051年，坎特伯雷的神職人員和僧侶選出一位戈德溫的親戚擔任坎特伯雷大主教，愛德華拒絕了這一任命，並指定瑞米耶日的羅伯特擔任此職，後者指控戈德溫非法持有部分大主教的地產。9月，愛德華的姐夫，佈洛涅伯爵尤斯塔斯二世前來拜訪他，路過多佛時，尤斯塔斯二世的隨從與當地居民起了衝突。愛德華要求身為肯特伯爵的戈德溫懲辦當地居民，遭到了戈德溫的拒絕。愛德華趁此機會發難，想迫使這位權力過大的伯爵屈服，大主教羅伯特指控戈德溫想要像1036年時殺死阿爾弗雷德那樣謀害国王，此時萊奧弗裡克和西華德也站在了國王這一邊並征召了他們附庸的軍隊。戈德溫的兩個兒子，斯文和哈羅德也征召了軍隊，但他們兩都不想打仗，原因可能是戈德溫和斯文各有一個兒子被送到諾曼底當人質。戈德溫一方的勢力均不願反抗國王，這也宣告了戈德溫的失敗。斯蒂坎德作為調停人向戈德溫傳達了國王的條件：如果戈德溫能使阿爾弗雷德和他的同伴們活過來，一切都可以和平解決。顯然不可能完成這一要求的戈德溫與他的兒子們逃亡到佛蘭德斯和愛爾蘭。愛德華隨後斷絕了與伊迪絲的關係，並將她送到修道院，大主教羅伯特則敦促伊迪絲離婚。
斯文逃亡後便動身去耶路撒冷朝聖並死在返程途中，但不死心的戈德溫和他其餘的兒子们在次年集結了一隻軍隊返回國內。這一次，萊奧弗裡克和西華德沒有站在國王一遍，他們認為處於內戰會使國家無法應對外部的入侵。愛德華國王非常憤怒，但他只能選擇妥協，並恢復了戈德溫和哈羅德的地位和領地。國王宮廷裡的法國人，如瑞米耶日的羅伯特，因害怕戈德溫報復而紛紛逃離。伊迪絲恢復了王后身份，再度負責調停的斯蒂坎德被指名為坎特伯雷大主教。斯蒂坎德還保留了溫切斯特主教的身份，他的這份兼職引發了日後與教宗間的爭執。愛德華的外甥，拉爾夫，作為危機中他的主要支持者之一，在此期間獲封了本屬於斯文的赫爾福德邊境伯爵領。

## 統治後期
1052年後的幾年內，愛德華還有能力遏制戈德溫家族的勢力。1053年，戈德溫去世，其子哈羅德繼承了他的威塞克斯伯爵之位，他的其餘幾個兒子均非伯爵。此時的戈德溫家族看似已經比愛德華剛繼位時削弱了不少，但1055-57年間，一系列人物的突然死亡改變了這一格局。1055年，西华德去世，他幼小的兒子無力掌控諾森布裡亞，於是哈羅德的三弟托斯蒂格被任命為諾森布裡亞伯爵。1057年，萊奧弗裡克和拉爾夫先後離世，萊奧弗裡克的兒子阿爾法加繼承了麥西亞伯爵，哈羅德的四弟吉爾特繼承了東盎格利亞伯爵。哈羅德將自己領地的東南部分劃出作為伯爵領封給五弟萊奧溫那，而哈羅德自己吞下了拉爾夫的全部領地。1057年底，哈羅德和他的兄弟們已經實際控制了除麥西亞以外的整個英格蘭。愛德華是否同意這一轉變、是否嘗試干涉其過程至今已不得而知，1057年以後，愛德華開始從政治事務中抽身，沉迷於狩獵和宗教。
1050年後，在對待蘇格蘭和威爾士問題上，愛德華採用了更激進，但頗有成效的策略。1040年左右，蘇格蘭發生動蕩，麦克白擊敗了鄧肯一世奪取了蘇格蘭王位，鄧肯一世的兒子马尔科姆流亡到了愛德華的宮廷中。1054年，愛德華派西華德入侵蘇格蘭，西華德擊敗了麥克白，隨軍出征的馬爾科姆控制了蘇格蘭的南部地區。1058年，馬爾科姆在戰鬥中殺死了麥克白，並奪取了蘇格蘭王位。1059年，他曾來拜訪愛德華，但1061年時，他又開始入侵諾森布裡亞。
1053年，愛德華派遣殺手暗殺了南威尔士王子里斯·阿普·赖泽赫，后者曾多次派兵入侵英格兰。殺手將里斯的頭顱獻給了愛德華。1055年，格劳菲德·阿普·利维林統一了全威爾士，並與麥西亞的阿爾法加結盟。阿爾法加的行為被判為非法，但他與他的盟友在赫裡福德成功擊敗了拉爾夫伯爵，哈羅德不得不召集整個英格蘭的軍隊將入侵者趕回威爾士。戰後，阿爾法加被赦免並恢復了地位，1057年，他的父親去世，阿爾法加正式繼承麥西亞伯爵之位。格劳菲德則向愛德華宣誓效忠，自認為副王。阿爾法加於1062年去世，其幼子愛德溫繼位。哈羅德在他死後立刻對格劳菲德發動突襲，後者成功逃脫，但第二年哈羅德和托斯蒂格又發動了一次攻勢，這一次格劳菲德退回國內，並被國內的政敵殺死。愛德華和哈羅德因此能夠迫使一些威爾士王子向他們稱臣。
1065年10月，正當諾森布裡亞伯爵托斯蒂格與國王一同遊獵時，他在諾森布裡亞的封臣發動叛亂，理由是反抗他的暴政。反叛者殺掉了200他的支持者，還指名由麥西亞伯爵愛德溫的弟弟莫卡爾担任伯爵。叛軍與哈羅德在南安普頓會面，托斯蒂格因此在國王面前控訴哈羅德與叛軍勾結。在宮廷中，托斯蒂格更得國王和王后寵幸，國王要求嚴厲鎮壓叛亂，但朝中並沒有人願意支持托斯蒂格。愛德華國王只能屈服，下令驅逐托斯蒂格。本就年老體弱的愛德華可能在此次政變中備受打擊，因而罹患中風，他資助的威斯敏斯特教堂於同年12月28日落成。但虛弱的愛德華已經無力出席教堂的落成儀式。
1066年1月5日，愛德華去世，在彌留之際他可能將王位傳給了哈羅德和伊迪絲。6月，愛德華被安葬在威斯敏斯特教堂，哈羅德在同一天加冕。

## 繼承爭議
自12世紀早期起，歷史學家們便開始爭論愛德華在王位繼承問題上的真正意圖。一派學者認為愛德華傾向將王位傳予征服者威廉，因為愛德華在結婚之前便已決定成為獨身主義者。但大多數歷史學者認為至少在1051年，愛德華與戈德溫發生爭執之前，他是希望能與伊迪絲生下繼承人的。威廉可能在戈德溫流亡時拜訪過愛德華，正是這次會面中愛德華許諾立威廉為繼承人。但也有學者懷疑其嚴肅性，以及愛德華後來是否有反悔。
愛德華的王位繼承人中，最有力的宣稱者是剛勇者埃德蒙的兒子，流亡者愛德華。這位愛德華還是個兒童時便被帶到匈牙利，並在那裡長大成人，甚至擁有了妻室。1054年，伍斯特主教埃爾德雷德謁見了神聖羅馬皇帝亨利三世，確保流亡者愛德華回國，這很可能為了是接他回國當繼承人。流亡者愛德華攜家人于1057年回到故土，但幾乎立即暴亡。他6歲的兒子埃德加被接到了宮廷中，宣信者愛德華賜予了他“顯貴者”的稱號，這可能意味愛德華想將其立為繼承人，而他確實在哈羅德死後短暫地成為國王。然而埃德加從未在愛德華文書的見證人名單中出現，後來的末日審判書中也未顯示他擁有大量的土地，這說明他在愛德華統治後期被逐漸邊緣化。
自從1051年與戈德溫的衝突之後，愛德華便從宮廷事務中抽身，並逐漸將朝政委任給戈德溫家族的人，那是他可能已向戈德溫家族妥協，願意死後將王位傳於戈德溫家族中的某一位。諾曼人則認為1064年時，愛德華曾派哈羅德去諾曼底，確認之前有關王位對威廉許下的有關王位繼承的諾言。其中最有力的證據來自一位諾曼辯護者——普瓦捷的威廉，根據他的說法，在黑斯廷斯戰役之前哈羅德曾派遣使者往威廉陣營，使者承認了先前愛德華對威廉的承諾，但又辯稱愛德華臨終前許諾將王位傳給哈羅德，哈羅德的繼承順位應排在威廉之前。威廉並沒有否認愛德華的遺言，但他認為愛德華之前對他的承諾應更優先。
有觀點認為，愛德華對於繼承人的問題過於優柔寡斷，這招致了英格蘭有史以來蒙受的最大災難之一——諾曼征服。

## 威斯敏斯特教堂
愛德華在位期間在英格蘭修建了第一座羅曼式建築（在英國稱諾曼式建築）——威斯敏斯特教堂。這座教堂始建於1042年至1052年間，1065年12月28日祝聖，1090年落成，1245年時遭亨利三世拆除，又在原址上重建，重建的教堂一直屹立至今。教堂在形製上與同時期營建的瑞米耶日修道院十分類似，瑞米耶日的羅伯特同時參與了兩座建築的建設，所以很難說清哪一座才是原型。
愛德華似乎對書籍與藝術缺乏興趣，但他對建築卻十分感興趣。威斯敏斯特教堂在英格蘭的羅馬式建築中有著重要地位，說明愛德華是為慷慨的教會贊助人。